# 小行星3310
小行星3310（英語：3310 Patsy）是一颗围绕太阳公转的小行星。1931年10月9日，克萊德·湯博在弗拉格斯塔夫发现了此天体。
这颗小行星的绝对星等为136.4690162653823等。